# Hoot Gibson, der Rächer der Berge
Hoot Gibson, der Rächer der Berge (Originaltitel: The Ridin’ Kid from Powder River) ist ein US-amerikanischer Stummfilmwestern aus dem Jahr 1924 von Edward Sedgwick mit Hoot Gibson und Gladys Hulette in den Hauptrollen. Der Film wurde von Universal Pictures produziert und basiert auf dem Roman The Ridin’ Kid from Powder River von Henry Herbert Knibbs.

## Handlung
Bud Watkins rächt den Mord an seinem Pflegevater, der die Tat als 10-jähriger Junge mitansehen musste. Er flüchtet sich auf die Ranch des Bandenführers Spider und verliebt sich in dessen Tochter Miss. Sein Nebenbuhler Steve Lanning verrät ihn an die Behörden. Als er zu flüchten versucht, wird Miss angeschossen. Bud holt einen Arzt aus der Stadt zu Hilfe, der Miss versorgt.
Nach ihrer Gesundung wird Miss von Lanning entführt, gerade als sie mit Bud die Ranch verlassen will. Nach einem wilden Verfolgungsritt kann Bud sie befreien.

## Hintergrund
Die Schauspielerin Marian Nixon schrieb in einer Kolumne für das Magazin Photo-Play, dass die Besetzung und die Filmcrews zweier Hoot-Gibson-Filme, die zeitgleich gedreht wurden, in einem Hotel in Pendleton (Oregon) untergebracht wurden. Nixon, die im zweiten Film Let ‘Er Buck mitwirkt, gab an, dass sie und die anderen Beteiligten jeden Tag um die 75 Kilometer zum Drehort fahren mussten, einen verlassenen Ort namens Hilgrade, an dem beide Filme entstanden. Für die Zeit der Dreharbeiten bezahlte das Studio fünf Dollar (2024: ca. 90 Dollar) täglich einer Gruppe dort ansässiger Indianer, damit sie ihre Tipis umsetzten.

## Veröffentlichung
Die Premiere des Films fand am 30. November 1924 statt. 1925 kam er im Deutschen Reich in die Kinos.